# Gordon Waller
Gordon Waller, född 4 juni 1945 i Braemar i Aberdeenshire, död 17 juli 2009 i Connecticut i USA. Waller var en brittisk sångare, mest känd som ena halvan i popduon Peter and Gordon.

## Fotnoter
1. 1 2  läst: 1 november 2019.[källa från Wikidata]
2. 1 2  Find a Grave, Find A Grave-ID: 39557089, läs online, läst: 9 oktober 2017.[källa från Wikidata]
3. ↑  läs online, The Los Angeles Times  .[källa från Wikidata]
4. ↑  Internet Movie Database, IMDb-ID: nm0909047co0047972, läst: 21 juli 2015.[källa från Wikidata]